# Latineosus cibola
Latineosus cibola är en dagsländeart som beskrevs av Sun och Mccafferty 2008. Latineosus cibola ingår i släktet Latineosus och familjen slamdagsländor. Inga underarter finns listade i Catalogue of Life.